# Lijst van Dordtenaren
De lijst van Dordtenaren betreft bekende personen die in de Nederlandse stad Dordrecht zijn geboren.

## A
- Dennis van Aarssen (1994), jazzzanger
- Vastert van Aardenne (1963), acteur
- Hans Alleman (1937-1998), voetballer
- Lucien den Arend (1943), kunstenaar, beeldhouwer en vormgever
- Adil Auassar (1986), voetballer

## B
- Julian Baas (2002), voetballer
- Merel Baldé (1991), zangeres en actrice
- Matthijs Balen (1611-1677), bekend door zijn 'Beschryving der Stad Dordrecht'
- Evert van Ballegooie (1950-2008), diabetesarts, voorzitter Nederlandse Diabetes Federatie
- Jan Cornelis Baumann (1884-1954), burgemeester
- Marten Beinema (1932-2008), politicus
- Maria van Berckel (1632-1706), ruwaardin
- Joost Bellaart (1951-2020), hockeycoach
- Bettina Berger (1967), actrice
- Faye Bezemer (2000), actrice
- Clarence Bijl (1998), voetballer
- Bart Bikkers (1984), politicus
- Nico Bloembergen (1920-2017), Nederlands-Amerikaans natuurkundige en Nobelprijswinnaar (1981)
- Melissa Boekelman (1989), atlete
- Gino Boers (1994), voetballer
- Sjoerd de Bont (1988), acteur en fotomodel
- Marco Boogers (1967), voetballer
- Arnold Boonen (1669-1729), kunstschilder
- Tiny Boosman-van Delft (1908-2005), verzetsstrijder
- Geerten Ten Bosch (1959), grafisch ontwerpster, typografe en illustratrice
- Judith Ten Bosch (1957), schilderes en illustratrice
- Lodewijk Hendrik Nicolaas Bosch van Rosenthal (1884-1953), bestuurder
- Piet Bouman (1892-1980), voetballer
- Johanna Maria Christina Bouvy (1893-1960), letterkundige
- Pauline Bouvy-Koene (1959), politica
- Lucinda Brand (1989), wielrenster
- Nico Broekhuysen (1876-1958), onderwijzer en uitvinder van het korfbal
- Cornelis Brouwer (1521-1581), predikant
- Corrie de Bruin (1976), atlete
- Edo Brunner (1970), acteur, presentator
- Caroline De Bruijn (1962), actrice
- René de Bruijn (1985), dj
- Henk Buck (1930-2023), chemicus en hoogleraar
- C. Buddingh' (1918-1985), dichter en schrijver
- Wiebe Buddingh' (1957), vertaler
- Danny Buijs (1982), voetballer

## C
- Geert Cirkel (1978), tweevoudig olympisch roeier (Sydney 2000, Peking 2008)
- Agneta Colvius (1637-1672), dichteres
- Mieke Coppens-Frehe (1940), beeldhouwer en medailleur
- Aelbert Cuyp (1620-1691), kunstschilder
- Jacob Gerritsz. Cuyp (1594-1652), kunstschilder
- Cilvaringz (1979), Hiphop artiest, muziekproducer en lid van Wu-Tang Clan[1]

## D
- Simon de Danser (1577-1611), zeerover
- Simon Dasberg (1902-1945), opperrabbijn
- Willem Karel Dicke (1905-1962), kinderarts en hoogleraar
- Lenie Dicke (1922-2000), verzetsstrijdster
- Otto Dicke (1918-1984), tekenaar en illustrator
- Arthur van Dijk (1963), politicus
- Ali Doelman-Pel (1932-2020), politica
- Tom Dronkert (1944), olympisch roeier
- Nada van Dalen (1983), modeontwerpster

## E
- Youssef El Akchaoui (1981), Marokkaans voetballer
- Anne Evers (1960), voetballer

## F
- Joop Falke (1933-2016), edelsmid, sieraadontwerper en beeldhouwer
- Joannes Henri François (1884-1948), schrijver
- Remona Fransen (1985), atlete
- Johan Fretz (1985), schrijver, columnist en theatermaker

## G
- Arent de Gelder (1645-1727), kunstschilder; leerling van Rembrandt
- Pieter Geijl (1887-1966), historicus
- Cor van der Gijp (1931-2022), voetballer en voetbaltrainer
- René van der Gijp (1961), profvoetballer
- Maria Glandorf (1952), beeldhouwer, installatiekunstenaar
- Karin Giphart (1968), auteur en singer-songwriter
- Ronald Giphart (1965), schrijver
- Jacqueline Goormachtigh (1970), atlete
- Jan de Graaf (1948), beeldhouwer
- Laurens de Graaf (1653-1704), piraat

## H
- Peter Heijkoop (1983), politicus
- Robin van Helden (1965), atleet
- Wim van Helden (1984), radio-dj
- Yara Helderman, (2003), voetbalster
- Barend van Hemert (1891-1945), sporter
- Milou Hermus (1947-2021), beeldend kunstenares
- Rosina Hodde (1983), atlete
- Dilano van 't Hoff (2004-2023), autocoureur
- Samuel van Hoogstraten (1627-1678), kunstschilder, etser en theoreticus
- Adriaan van der Horst (1868-1924), toneelacteur en -regisseur
- Arnold Houbraken (1660-1719), kunstschilder en schrijver
- Antonina Houbraken (1686-1736), tekenares
- Peter Hurkos (1911-1988), helderziende

## I
- Nikki IJzerman (2000), voetbalster
- Johannes Immerzeel Jr. (1776-1841), schrijver en dichter
- Jane de Iongh (1901-1982), historica, feministe

## J
- Wijnie Jabaaij (1939-1995), plaatselijk en landelijk politicus voor de PvdA
- Martine de Jager (1974), zangeres, actrice
- Pieter Philippus Jansen (1902-1982), civiel ingenieur en waterbouwkundige
- Jan de Jong (1946), voetballer

## K
- Sadet Karabulut (1975), Tweede Kamerlid
- Kees Klok (1951), historicus, dichter/schrijver, literair vertaler
- Diet Kloos-Barendregt (1924-2015), zangeres en verzetsstrijder
- Jan Kloos (1919-1945), verzetsstrijder
- John de Koningh (1808-1845), beeldhouwer
- Leendert de Koningh (1777-1849), schilder, tekenaar en lithograaf
- Pim Kooij (1945-2016), historicus en hoogleraar
- Frederik Koopman (1887-1980), olympisch roeier
- Henny van Kooten (1961), politicus
- Richard Korteland (1979), politicus

## L
- Piet Lagarde (1939), voetballer
- Henri van Lamoen (1900-1949), glazenier
- Bart van Leeuwen (1954), diskjockey en radiopresentator
- Wilhelmus Lindanus (1525-1588), bisschop van Roermond en daarna van Gent
- Clara Linders (1959), schrijfster
- Dirk Lotsij (1882-1965), voetballer
- Geert Lotsij (1878-1959), olympisch roeier
- Paul Lotsij (1880-1910), olympisch roeier

## M
- Nicolaes Maes (1634-1693), kunstschilder
- Jan Cornelis Manifarges (1881-1951), violist
- Elvis Manu (1993), profvoetballer
- Leon Meijer (1964), politicus
- Jan Morks (1865-1926), componist, dirigent, muziekpedagoog
- Jan-Frans Mulder (1955), politicus
- Wes Mutsaars (1980), acteur

## N
- Top Naeff (1878-1953), schrijfster
- Nielson (1989), zanger
- Maria van Nieuwenhoven-Stempels (1884-1940), schilder
- Dirk Nijland (1881-1955), kunstschilder, graficus, boekbandontwerper
- Marianne Noble (1946-2025), zangeres
- Hendrik Noteman (1657-1734), beeldhouwer en houtsnijder

## O
- Foort van Oosten (1977), politicus
- Minck Oosterveer (1961-2011), striptekenaar
- Jarno Opmeer (2000), autocoureur, sim-racer en youtuber

## P
- Dick Passchier (1933-2017), presentator
- Jacobus Penn (1821-1890), arts-hygiënist
- Jacques Perk (1859-1881), dichter
- Ghislaine Plag (1975), radio- en televisiepresentatrice
- K.L. Poll (1927-1990), journalist en schrijver
- Jan Pouwer (1924-2010), antropoloog

## R
- Jeroen Recourt (1970), politicus
- Corry van Rhee-Oud Ammerveld (1956), politica
- Erik de Ridder (1978), politicus
- Beatrix de Rijke (ca. 1421-1468), vondelinge
- Joanie de Rijke (1965), (oorlogs)journaliste en publiciste
- Reinier Robbemond (1972), voetballer, voetbalcoach
- Hans Roest (1917-2006), journalist en uitgever

## S
- Ad Scheepbouwer (1944), voorzitter van de raad van bestuur van KPN
- Ary Scheffer (1795-1858), kunstschilder
- Celinde Schoenmaker (1989), musicalartieste
- Johannes Christiaan Schotel (1787-1838), zeeschilder
- Aart Schouman (1710-1792), kunstschilder, etser en graveur
- Jan Schouten (1786-1852), scheepsbouwmeester
- Leendert Schouten (1828-1905), dominee
- Lindor Serrurier (1846-1901), antropoloog, museumdirecteur
- Eelco Sintnicolaas (1987), atleet
- Evander Sno (1987), profvoetballer
- Hugo van der Steenhoven (1953), GroenLinks-politicus
- Adriaan Stoop (1856-1935), mijnbouwkundige, ondernemer en ontdekkingsreiziger
- Jacob van Strij (1756-1815), kunstschilder

## T
- Abraham Teerlink (1776-1857), kunstschilder
- Sergio Tremour (2001), voetballer

## V
- François Valentijn (1666-1727), dominee en schrijver van Oud en Nieuw Oost-Indiën
- Mattie Valk (1985), radio-dj
- Eline Vedder-Monaster (1979), politica
- Adri van de Ven (1872), bariton/bas
- Govert Veldhuijzen (1955), politicus
- Frans Verhaak (1918-1998), beeldhouwer
- Pieter Verhoeve (1981), politicus
- Marinus Vertregt (1897-1973), ruimtevaartwetenschapper
- Pieter Johannes Veth (1814-1895), geograaf
- Lisa, Amy en Shelley Vol (1994, 1995, 1995), zangeressen
- Freek Vonk (1983), evolutiebioloog en tv-presentator

## W
- Frank Waals (1985), journalist, schrijver en programmamaker
- Rob de Wijk (1954), geschiedkundige en columnist, deskundige op het gebied van internationale betrekkingen en veiligheidszaken
- Joop Wilhelmus (1943-1994), bekend Provo en oprichter van het pornoblad Chick
- Cornelis de Witt (1623-1672), staatsman en broer van Johan
- Johan de Witt (1625-1672), raadspensionaris en broer van Cornelis

## Y
- Martin Ydo (1913-1981), ingenieur en organisatie-adviseur

## Z
- Cornélie van Zanten (1855-1946), operazangeres en zangpedagoge

Alkmaar · 
Almelo ·
Almere · 
Alphen-Chaam · 
Alphen aan den Rijn ·
Amersfoort · 
Amstelveen · 
Amsterdam · 
Apeldoorn · 
Arnhem · 
Assen ·
Baarn · 
Bergen op Zoom · 
Bilthoven · 
Bolsward · 
Boxtel · 
Breda · 
Bredevoort · 
Brunssum · 
Bussum · 
Delft ·
Den Haag ·
Den Helder · 
Deurne · 
Deventer · 
Doetinchem ·
Dokkum · 
Dordrecht · 
Drachten · 
Ede · 
Eindhoven · 
Emmen · 
Enschede · 
Franeker · 
Geleen · 
Gouda · 
Groenlo ·
Groningen · 
Haarlem · 
Harlingen ·  
Heemstede · 
Heerenveen · 
Heerlen · 
Helmond · 
Hengelo · 
's-Hertogenbosch · 
Hilversum · 
Hoogeveen · 
Hoorn · 
Horst ·
Kampen · 
Kerkrade · 
Leerdam · 
Leeuwarden · 
Leiden · 
Lelystad · 
Maastricht · 
Meppel ·  
Middelburg  ·
Nijkerk · 
Nijmegen · 
Oldenzaal · 
Ommen · 
Oss · 
Rijswijk (Zuid-Holland) · 
Roosendaal · 
Rotterdam · 
Schiedam · 
Sittard · 
Sittard-Geleen · 
Sneek · 
Soest · 
Stadskanaal · 
Tegelen · 
Tiel · 
Tilburg · 
Urk · 
Utrecht · 
Veenendaal · 
Veghel · 
Venlo · 
Venray · 
Vlaardingen · 
Vlissingen · 
Wageningen · 
Warnsveld · 
Weert · 
Winschoten · 
Woerden · 
Zeist · 
Zierikzee · 
Zoetermeer · 
Zutphen · 
Zwolle